# Episodi di Avengers Assemble (quinta stagione)
La quinta stagione della serie animata Avengers Assemble, sottotitolata Black Panther's Quest, è stata trasmessa negli Stati Uniti d'America da Disney XD a partire dal 23 settembre 2018. 
In Italia è stata trasmessa dal 12 gennaio 2019.
| nº  | Titolo originale              | Titolo italiano                        | Prima TV USA      | Prima TV Italia  |
| --- | ----------------------------- | -------------------------------------- | ----------------- | ---------------- |
| 104 | Shadow of Atlantis, Part 1    | L'ombra di Atlantide (prima parte)     | 23 settembre 2018 | 12 gennaio 2019  |
| 105 | Shadow of Atlantis, Part 2    | L'ombra di Atlantide (seconda parte)   | 23 settembre 2018 | 13 gennaio 2019  |
| 106 | Into the Deep                 | Negli abissi                           | 30 settembre 2018 | 19 gennaio 2019  |
| 107 | The Panther and the Wolf      | La pantera e il lupo                   | 7 ottobre 2018    | 20 gennaio 2019  |
| 108 | The Zemo Sanction             | La redenzione di Zemo                  | 14 ottobre 2018   | 26 gennaio 2019  |
| 109 | Mists of Attilan              | Le nebbie di Attilan                   | 21 ottobre 2018   | 27 gennaio 2019  |
| 110 | T'Challa Royale               | T'Challa Royale                        | 28 ottobre 2018   | 2 febbraio 2019  |
| 111 | The Night Has Wings           | La notte ha le ali                     | 4 novembre 2018   | 3 febbraio 2019  |
| 112 | Mask of the Panther           | La maschera della pantera              | 11 novembre 2018  | 9 febbraio 2019  |
| 113 | The Good Son                  | Il bravo figliolo                      | 18 novembre 2018  | 10 febbraio 2019 |
| 114 | The Lost Temple               | Il tempio perduto                      | 25 novembre 2018  | 11 maggio 2019   |
| 115 | Descent of the Shadow         | La calata dell'ombra                   | 2 dicembre 2018   | 12 maggio 2019   |
| 116 | The Last Avenger              | L'ultimo Avenger                       | 9 dicembre 2018   | 18 maggio 2019   |
| 117 | The Vibranium Curtain, Part 1 | La cortina di vibranio (prima parte)   | 6 gennaio 2019    | 19 maggio 2019   |
| 118 | The Vibranium Curtain, Part 2 | La cortina di vibranio (seconda parte) | 6 gennaio 2019    | 25 maggio 2019   |
| 119 | T'Chanda                      | T'Chanda                               | 13 gennaio 2019   | 26 maggio 2019   |
| 120 | Yemandi                       | Yemandi                                | 20 gennaio 2019   | 1 giugno 2019    |
| 121 | Bashenga                      | Bashenga                               | 27 gennaio 2019   | 13 luglio 2019   |
| 122 | King Breaker, Part 1          | Lo spezza re (prima parte)             | 10 febbraio 2019  | 14 luglio 2019   |
| 123 | King Breaker, Part 2          | Lo spezza re (seconda parte)           | 10 febbraio 2019  | 20 luglio 2019   |
| 124 | Widowmaker                    | Il crea-vedove                         | 17 febbraio 2019  | 21 luglio 2019   |
| 125 | Atlantis Attacks              | Atlantide attacca                      | 24 febbraio 2019  | 27 luglio 2019   |
| 126 | House of M                    | La casa di M                           | 24 febbraio 2019  | 28 luglio 2019   |

## L'ombra di Atlantide
Gli Avengers (Iron Man, Thor, Captain America, Black Panther, Captain Marvel, Vedova Nera e Ms. Marvel) cercano di respingere l'esercito atlantideo guidato dallo spietato Tiger Shark. Quest'ultimo, tuttavia, richiama un grande e potente mostro per contrastare gli Avengers. Mentre Thor, Captain America, Captain Marvel, Vedova Nera e Ms. Marvel combattono contro il mostro, Iron Man e Black Panther creano una grandissima quantità di energia elettrica che è troppo potente per il mostro che si ritira. In seguito, Tiger Shark dice a Black Panther di aver catturato sua sorella Shuri, e T'Challa si reca al palazzo dell'ambasciata dove ha lasciato sua sorella, e corre per salvarla. In suo aiuto arrivano anche Iron Man, Captain America e Vedova Nera, ma Tiger Shark fugge. Mentre Iron Man, Captain America e Vedova Nera salvano Shuri, Black Panther insegue Tiger Shark e riesce a fermarlo. Poco dopo, arriva Attuma che vuole arrestare Tiger Shark, in quanto, con il suo attacco ha attirato di più sugli umani l'attenzione degli Atlantidei. T'Challa accetta il patto di Attuma, e gli consente di prendere Tiger Shark.

## Negli abissi
- Titolo alternativo italiano proposto da Disney+: In profondità

T'Challa e Shuri si recano ad Atlantide per interrogare Tiger Shark riguardo a delle informazioni segrete, scoperte in una missione precedente. Mentre Shuri tiene occupato Attuma, T'Challa entra nella cella di Tiger Shark e lo interroga. Quest'ultimo informa T'Challa che N'Jadaka, un suo vecchio amico ora ambasciatore del Wakanda, sta cercando di ricostruire il Consiglio Ombra, un sindacato di supercriminali che era stato creato da Heinrich Zemo negli anni 40. Poco dopo, T'Challa viene sorpreso dalle guardie atlantidee, ma riesce a fuggire insieme a Shuri. Tornato a New York, si viene a sapere del disastro combinato da Black Panther, e che se gli atlantidei e i wakandiani non riusciranno a trovare un accordo di pace, sarà guerra tra le due popolazioni. Dopo uno scontro verbale con Stark, che con la sua azione ha messo la fiducia dei politici nei confronti degli Avengers a rischio, T'Challa decide di abbandonare la squadra e torna in Wakanda.

## La pantera e il lupo
Per contrastare Killmonger e il Consiglio Ombra, T'Challa e Shuri chiedono aiuto al loro fratello adottivo, White Wolf, che ha informazioni che potrebbero essere necessarie per i due. Tuttavia, T'Challa e Shuri vengono contrastati dal potente M'Baku, vecchio amico dei due, e dai suoi uomini. Con l'aiuto di White Wolf, però, T'Challa e Shuri sconfiggono M'Baku e i suoi uomini, e in seguito White Wolf dà le informazioni che T'Challa e Shuri avevano bisogno, e che è in realtà la lista dei membri del Consiglio Ombra.

## La redenzione di Zemo
A seguito della lista dei membri del Consiglio Ombra ottenuta da White Wolf, T'Challa e Shuri scoprono che anche il nome del barone Helmut Zemo entra nella lista. Considerando che suo padre fu il fondatore del primo Consiglio Ombra nonché leader, T'Challa e Shuri si recano al castello di Zemo in Svizzera per portarlo con loro in Wakanda. Zemo però li combatte e dopo una lotta, viene alla fine sconfitto e costretto a questo punto venire in Wakanda con loro.

## Le nebbie di Attilan
Grazie a Zemo, Black Panther scopre che una vecchia chiave che apparteneva a suo padre e che potrebbe rivelarsi la chiave per sconfiggere Killmonger e il Consiglio Ombra, si trova su Attilan, la città degli Inumani. Con Ms. Marvel, Black Panther si reca ad Attilan per convincere gli Inumani a dargli la chiave, ma loro si rifiutano di dargliela. Dopodiché, Crystal porta Black Panther e Ms. Marvel in una zona segreta, dove però li fa suoi prigionieri. Infatti quella non è la vera Crystal, ma Zanda, una potente e crudele strega e vecchia nemica di Black Panther che vuole anche lei la chiave. Grazie alla vera Crystal, i tre fuggono e fermano Zanda, ma quest'ultima riesce a fuggire. In seguito, gli Inumani consentono a Black Panther di prendere la chiave.

## T'Challa Royale
T'Challa si reca in un'isola misteriosa alla ricerca di Killmonger, pensando che quest'ultimo sia nella zona. Tuttavia T'Challa non trova Killmonger, ma Kraven il cacciatore, che è stato assoldato da Killmonger per uccidere T'Challa. Quest'ultimo dovrà quindi sopravvivere in una dura lotta contro Kraven nel tentativo di sopravvivere. Alla fine, T'Challa sconfigge Kraven e torna in Wakanda.

## La notte ha le ali
Black Panther si reca in un villaggio vicino al Wakanda per investigare su dei misteriosi avvenimenti accaduti che hanno raso al suolo metà del villaggio. Mentre investiga, Black Panther scopre che il responsabile degli attacchi è il perfido mercenario Ulysses Klaw, che attraverso rumori potenti ha iniziato a testarli per distruggere le cose. Black Panther sconfigge Klaw che però riesce a fuggire. Mentre Black Panther, compiuta la missione, se ne va, Klaw viene raggiunto da Killmonger, con il quale stringono un'alleanza per sconfiggere Black Panther.

## La maschera della pantera
Black Panther si reca insieme a Captain America in Antartide per una missione. Entrambi si recano in una vecchia nave wakandiana alla ricerca di informazioni, che potrebbero essere necessarie per sconfiggere Killmonger e il Consiglio Ombra. Nel corso della missione, però, i due vengono attaccati da robot presenti sulla nave come membri dell'equipaggio ancora attivi, ma riescono a fermarli. Sfortunatamente, la nave sta per esplodere, e Black Panther e Captain America sono costretti a scappare, perdendo le informazioni che potevano essere loro di aiuto.

## Il bravo figliolo
Captain America si reca in Wakanda per parlare con Black Panther, Shuri e a sorpresa Zemo. Cap ha ancora problemi di fiducia nei confronti di Zemo, essendo stato uno dei suoi nemici principali e una volta ha cercato di prendere il suo controllo. Nella discussione, però, arriva un blackout improvviso. Cap pensa che sia opera di Zemo, ma in realtà scoprono che il responsabile è White Wolf, che non gli sta piacendo come T'Challa sta governando, ritenendolo indegno come sovrano. Successivamente, White Wolf libera M'Baku che scappa nelle strade della città. Il gruppo si divide: mentre Shuri, accompagnata dalle Dora Milaje, va alla ricerca di M'Baku, Black Panther, Captain America e Zemo cercano invece di fermare White Wolf. Dopo una battaglia, White Wolf viene sconfitto, e insieme a M'Baku, viene imprigionato.

## Il tempio perduto
Zemo riesce a decriptare la posizione di un tempio perduto, dove probabilmente si troveranno le informazioni che T'Challa e Captain America stanno cercando. Così T'Challa, Shuri, Captain America e Zemo trovano il tempio perduto, e ci entrano ma vengono attaccati da delle pantere robotiche, che però riescono a sconfiggere. Entrati nel tempio, vengono attaccati da un'altra pantera robotica, ma T'Challa la tocca e riesce a fermarla, e dalla sua bocca esce un sentiero viola che li conduce verso un ascensore invisibile, che li conduce nello spazio verso il vero tempio. Nel frattempo, Killmonger acquisisce la loro posizione e li raggiunge insieme agli altri membri del Consiglio Ombra. T'Challa, Shuri, Captain America e Zemo ingaggiano uno scontro tra i loro nemici, e riescono a sconfiggerli. In seguito, a causa dei danni provocati dal Consuglio Ombra il tempio si schianta a New York e la corona viene persa.

## La calata dell'ombra
Killmonger si impossessa della corona. Mentre T'Challa viene sconfitto da Tiger Shark Captain America chiama gli Avengers per aiutarli dato che il resto del Consiglio Ombra si è liberato. Black Panther e gli Avengers sconfiggono Killmonger e il Consiglio Ombra ma Zemo prende la corona e la indossa diventando molto potente. Zemo si dirige così verso Manhattan per distruggerla, e creare un nuovo impero. Il gruppo scopre che la corona fuori dai confini del Wakanda, è instabile e può esplodere. Black Panther e gli Avengers si recano così a Manhattan, riprendendosi la corona e sconfiggendo Zemo, che viene poi ucciso da Killmonger per punirlo a causa del suo tradimento. La corona sta però per esplodere, e Black Panther e Captain America si recano al palazzo dell'ambasciata per cercare di distruggerla. Ogni tentativo è però vano, e così Captain America mette lo scudo sopra la corona, morendo a causa dell'enorme sforzo.

## L'ultimo Avenger
Dopo la morte di Captain America, T'Challa viene accusato di essere il responsabile della sua morte. Gli Avengers sono così obbligati a scomunicarlo dalla squadra e a condannarlo a morte. Inoltre è stata posta una sostanziosa taglia sulla sua testa. Con l'aiuto di Shuri, Black Panther dovrà sopravvivere ad una spietata caccia nel tentativo di tornare nel Wakanda, combattendo contro i suoi migliori amici. Alla fine, T'Challa e Shuri riescono a fuggire da New York tramite un jet wakandiano e tornare nel loro paese.

## La cortina di vibranio
Black Panther ritorna a New York e si reca alla torre degli Avengers, nonostante sa che è ancora un ricercato, per sapere dove si trova Klaw essendo l'unico a sapere dove si trova Killmonger. Dopo una lotta contro Iron Man e Vedova Nera, Black Panther ottiene le informazioni necessarie e si appresta ad andarsene. Ma Iron Man l'aveva previsto, e perciò ha assoldato il Soldato d'Inverno per sconfiggere e catturare Black Panther. I due così combattono nelle strade di New York, e ad avere la meglio è Barnes che riesce a sconfiggere T'Challa, e lo consegna a Stark che lo mette in isolamento alla Volta, una prigione di massima sicurezza dove si trova anche Klaw. Black Panther chiede così a Klaw dove si trova Killmonger, e quest'ultimo gli dice che gli darà le informazioni solo se lo farà evadere di prigione. Così, Black Panther e Klaw fuggono dalla Volta, ma Klaw tradisce T'Challa perché egli è in realtà alleato di Adrian Toomes, alias Avvoltoio, che fuggono. T'Challa li insegue fino alla Horizon High, e i tre si mettono a combattere. Alla battaglia si aggiunge anche Spider-Man, che riesce a sconfiggere l'Avvoltoio, mentre Klaw cerca di fuggire ma viene anche lui sconfitto da Black Panther e Spider-Man. Dopo la battaglia, Spider-Man si appresta a catturare Black Panther, ma quest'ultimo riesce a convincerlo che non è malvagio. Dopo essere stato liberato e aver consegnato Avvoltoio alla polizia, T'Challa lascia New York e torna in Wakanda insieme a Klaw.

## T'Chanda
Per sapere dove si trova Killmonger, T'Challa e Shuri interrogano Klaw pensando di ottenere in questo modo le informazioni necessarie. Klaw conduce T'Challa e Shuri nella sala dei re, dove qui vengono a sapere che loro nonno, T'Chanda, ha una volta lavorato con Captain America e Peggy Carter, in quanto quest'ultimi erano stati mandati in Wakanda da Howard Stark, che conosceva molto bene i wakandiani. I tre si sono recati in Marocco per intercettare uno scambio tra Heinrich Zemo del Consiglio Ombra e Arnim Zola dell'HYDRA. Purtroppo però furono scoperti e catturati, per poi venire portati al castello di Zemo in Svizzera. Entrambi volevano impossessarsi di un potere racchiuso in una scatola, ma T'Chanda riuscì a ingannarli chiedendo chi tra l'HYDRA e il Consiglio d'Ombra avrebbe avuto il potere, poiché non era abbastanza grande da essere posseduto da entrambi. Ciò ha permesso ai tre di liberarsi, per poi sconfiggere Zemo e Zola, che poi vennero arrestati, e di prendere la scatola che venne poi nascosta da T'Chanda.

## Yemandi
Nella sala dei re, T'Challa, Shuri e Klaw vengono a sapere che Yemandi, la nonna di T'Challa e Shuri, madre di T'Chanda e colei che ha costruito la scatola che Zemo e Zola erano intenzionati ad impossessarsene, ha una volta collaborato con Thor, in una missione dove i due si erano recati in un'isola misteriosa per trovare una pietra rossa (il nucleo di Bashenga) che Yemandi voleva avere. I due erano riusciti a trovare il nucleo, ma erano stati attaccati dalla strega Morgaine le Fay che riuscì a sconfiggerli e ad avere il nucleo (che trasformò nella corona), e prima di scappare lanciò un incantesimo che trasformò Thor in un rospo. Nonostante questo però, Yemandi e Thor sono riusciti a sconfiggere le Fay, e Yemandi ha ottenuto la corona, che ha nascosto nella scatola.

## Bashenga
Ancora una volta nella sala dei re, T'Challa, Shuri e Klaw vengono a sapere di uno scioccante segreto riguardo Bashenga, il fondatore del Wakanda e il primo a vestire i panni di Black Panther: i tre scoprono che Bashenga e sua sorella Bask nel tentativo di fuggire da delle guardie atlantidee, si nascosero in una grotta piena di vibranio, che decisero di utilizzare per costruire armi per combattere le guardie atlantidee e ogni possibile futura minaccia. Col tempo, costruirono anche il Wakanda e salvarono tutte le persone che erano minacciate dalle guardie atlantidee. Ma in quella caverna Bask trovò una pietra rossa (il nucleo di Bashenga che poi sarebbe diventato la corona) e dal contatto con essa cominciò a essere cattiva e spietata contro gli atlantidei. Infatti uccise le guardie e anche il resto del popolo. Quando Bashenga va da lei per fermarla T'Challa nella sala dei re comincia a stare male e ha delle visioni di Bask che gli dice di darle la corona e di suo padre che gli dice di seguirlo. Quando riesce a vedere in faccia suo padre capisce che in realtà non è lui ma Captain America e che loro due si trovano dentro la corona. Quando T'Challa si riprende vede che Cap è tornato ma anche Bask è stesa lì per terra.

## Lo spezza re
Tony Stark si reca ad Atlantide per stringere un'alleanza con Attuma per sconfiggere Black Panther. Nel frattempo, quest'ultimo scopre che Killmonger e il Consiglio Ombra vogliono scatenare una guerra, e libera White Wolf per aiutarlo ad avvertire gli Avengers. Black Panther e White Wolf si recano ad Atlantide e raggiungono gli Avengers, e Black Panther chiede scusa a loro per ciò che ha fatto a Captain America. Gli Avengers, capendo come stanno le cose, accettano le sue scuse e anche di aiutarli per fermare Killmonger e il Consiglio Ombra prima che scatenino la guerra. Black Panther, White Wolf e gli Avengers combattono contro Killmonger e il Consiglio Ombra, ma durante la battaglia Killmonger uccide Attuma con la sua lancia. Black Panther e White Wolf seguono così Killmonger, riuscendo a raggiungerlo e i tre iniziano perciò un duello. Black Panther e White Wolf sconfiggono Killmonger, lo catturano e fuggono da Atlantide con gli Avengers. Da questo momento, Black Panther non sarà più considerato un criminale, e di conseguenza non sarà più un ricercato e Black Panther torna così ad essere un Avenger.

## Il crea-vedove
Black Panther parte con Iron Man e Captain America per una missione speciale nel tentativo di trovare Black Widow in una base del Consiglio Ombra e trovare delle informazioni che potrebbero essere necessarie per la sconfitta di Killmonger e del Consiglio Ombra. Black Panther e gli Avengers rintracciano la base del Consiglio all'Isola Ombra e riescono ad ottenere le informazioni che cercavano, per poi lasciare la base e così anche l'Isola e tornano alla torre degli Avengers.

## Atlantide attacca
Black Panther dopo essere stato sconfitto da Bask viene a sapere che Killmonger è stato liberato e si è preso il controllo del regno, ordinando poi che T'Challa venga ucciso. Fortunatamente, quest'ultimo riesce a fuggire con White Wolf e Klaw. Nel frattempo Atlantide, rimasta indifesa dopo la morte di Attuma, decide di dichiarare guerra al Wakanda accusando T'Challa di non aver impedito a Killmonger di uccidere Attuma. Intanto, Black Panther e White Wolf si recano alla torre per fermare Killmonger e il Consiglio Ombra. Black Panther, Shuri e White Wolf scoprono che Atlantide ha cominciato ad attaccare il Wakanda. Durante la battaglia, White Wolf viene ucciso da Tiger shark, e Black Panther, preso dall'ira, combatte contro il Consiglio. Il Consiglio è così finito, la guerra pure e da ora e in poi ci sarà la pace tra il Wakanda e Atlantide, mentre Shuri diventa la nuova regina del Wakanda.

## La casa di M
Dopo aver sconfitto finalmente Killmonger ed eliminato il Consiglio Ombra, tra il Wakanda e Atlantide ci sarà la pace, e Black Panther fa ora nuovamente parte degli Avengers. Tuttavia, nonostante Killmonger e il Consiglio Ombra siano stati definitivamente sconfitti, il crimine ritorna quando la baronessa dell'HYDRA Madame Masque la ripristina per vendicarsi della morte di Killmonger e del Consiglio, sconfiggere così Black Panther e gli Avengers e dichiarare la guerra che Killmonger voleva. Madame Masque cattura Iron Man e Teschio Rosso, e Black Panther e il resto degli Avengers si precipitano al suo salvataggio, aiutati dagli altri membri dell'HYDRA. Black Panther, gli Avengers e l'HYDRA distruggono la nave di Masque, uccidono la baronessa e salvano Iron Man e Teschio Rosso. Con la morte di Masque, l'HYDRA si scioglie definitivamente. Nel finale, vediamo T'Challa invitare gli Avengers a recarsi nel Wakanda per festeggiare la vittoria.